# David Brunt
David Brunt KBE (* 17. Juni 1886 in Staylittle, Wales; † 5. Februar 1965) war ein britischer Meteorologe.
Brunt war der Sohn eines Bergarbeiters im Kohlenbergbau im Bezirk Monmouthshire in Wales. Brunt studierte ab 1904 Mathematik, Physik und Chemie am University College of Wales in Aberystwyth mit dem Bachelor-Abschluss in Mathematik 1907 und an der Universität Cambridge (Trinity College). Danach war er ein Jahr Lecturer in Mathematik an der University of Birmingham und zwei Jahre am Monmouthshire Training College in Caerleon. Im Ersten Weltkrieg war er ab 1916 Meteorologe bei den Royal Engineers und später bei der Luftwaffe. Nach Kriegsende war er im Meteorological Office. Auf Einladung von Napier Shaw wurde er in Teilzeit Professor am Imperial College London, an dem er nach der Emeritierung von Napier Shaw von 1934 bis 1952 Professor für Meteorologie war. Das war die erste Vollzeit-Professur für Meteorologie in Großbritannien.
Unabhängig von Vilho Väisälä entdeckte er die Brunt-Väisälä-Frequenz. In den 1930er Jahren forschte er über künstliche Auflösung von Nebel, was Grundlage des Fog Investigation and Dispersal Operation (FIDO)  für Flugplätze im Zweiten Weltkrieg wurde.
1939 wurde er Fellow der Royal Society, deren Royal Medal er 1944 erhielt. Von 1948 bis 1957 war er Sekretär und von 1949 bis 1947 war er Vizepräsident der Royal Society.
Von 1942 bis 1944 war er Präsident der Royal Meteorological Society, deren Buchan Prize und Symons Gold Medal er erhielt. Von 1945 bis 1947 war er Präsident der Physical Society. 1949 wurde er Knight Bachelor und 1959 Knight Commander (KBE) des Order of the British Empire.
Das Brunt-Schelfeis in der Antarktis ist ihm zu Ehren benannt.